# Hal T. Hickel

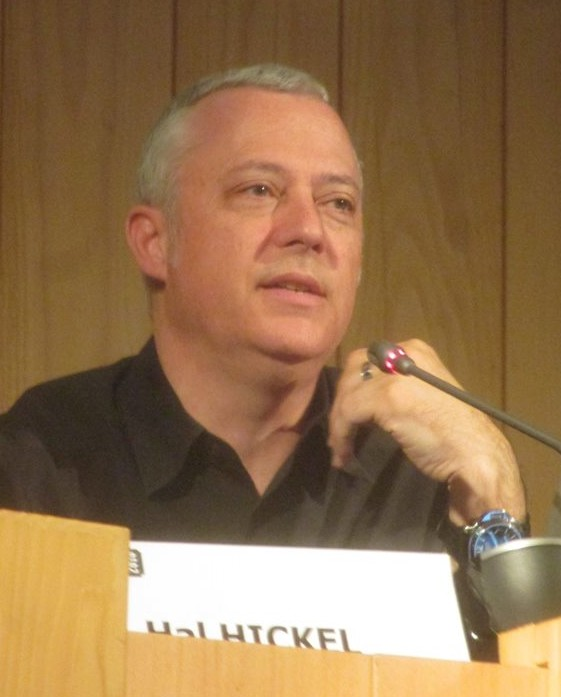
Hal T. Hickel beim Festival d’Animation Annecy 2016

Hal T. Hickel ist ein US-amerikanischer Filmtechniker, der sich auf visuelle Effekte spezialisiert hat und für Industrial Light & Magic arbeitet.

## Leben
Mit zwölf Jahren schrieb Hickel einen Brief an Lucasfilm mit Ideenskizzen für ein Sequel zu Eine neue Hoffnung, für den er eine höfliche Ablehnung vom Produzenten Gary Kurtz erhielt. Heute hängt der Brief an der Wand des Büros von Hickel bei ILM. 20 Jahre später fand sich Hickel bei der Arbeit zu Star Wars: Episode I – Die dunkle Bedrohung als Lead Animator wieder. Hickel begann seine Karriere 1994 bei Pixar Animation, wo er an Toy Story und einigen weiteren Pixar-Kurzfilmen mitarbeitete. Als er hörte, dass eine neue Star-Wars-Trilogie in der Vorproduktion war, wechselte er zu Industrial Light & Magic und er arbeitete fortan Star Wars: Episode I – Die dunkle Bedrohung und schließlich auch an Star Wars: Episode II – Angriff der Klonkrieger, an dem er für die Bewegungen der Droidekas verantwortlich war.
Zu seinen weiteren Filmen gehören: A.I. – Künstliche Intelligenz, Space Cowboys, Dreamcatcher und Van Helsing. Im Jahr 2007 gewann Hickel den BAFTA Award und den Oscar für die besten visuellen Effekte zusammen mit John Knoll, Charles Gibson und Allen Hall, für Pirates of the Caribbean – Fluch der Karibik 2.

## Filmografie (Auswahl)
Visuelle Effekte:
- 1997: Vergessene Welt: Jurassic Park (The Lost World: Jurassic Park)
- 1999: Star Wars: Episode I – Die dunkle Bedrohung (Star Wars: Episode I – The Phantom Menace)
- 2001: A.I. – Künstliche Intelligenz (Artificial Intelligence: AI)
- 2002: Star Wars: Episode II – Angriff der Klonkrieger (Star Wars: Episode II – Attack of the Clones)
- 2003: Dreamcatcher
- 2003: Fluch der Karibik (Pirates of the Caribbean: The Curse of the Black Pearl)
- 2004: Van Helsing
- 2005: Sind wir schon da? (Are We There Yet?)
- 2006: Pirates of the Caribbean – Fluch der Karibik 2 (Pirates of the Caribbean: Dead Man’s Chest)
- 2007: Pirates of the Caribbean – Am Ende der Welt (Pirates of the Caribbean: At World’s End)
- 2008: Iron Man
- 2011: Rango
- 2011: Super 8

Animation:
- 1988: Meet the Raisins! (Fernsehfilm)
- 1990: Raisins Sold Out: The California Raisins II (Fernsehfilm)
- 1992: Brain Donors
- 1992: Claymation Easter (Fernsehfilm)
- 1993: Cowgirl Blues (Even Cowgirls Get the Blues)
- 1995: Toy Story
- 2000: Space Cowboys
- 2011: Rango

## Auszeichnungen
- 2004: BAFTA Award: Nominierung in der Kategorie Beste visuelle Effekte für Fluch der Karibik
- 2004: Oscar: Nominierung in der Kategorie Beste visuelle Effekte für Fluch der Karibik
- 2006: Satellite Award: Auszeichnung in der Kategorie Beste visuelle Effekte für Pirates of the Caribbean – Fluch der Karibik 2
- 2007: BAFTA Award: Auszeichnung in der Kategorie Beste visuelle Effekte für Pirates of the Caribbean – Fluch der Karibik 2
- 2007: Oscar: Auszeichnung in der Kategorie Beste visuelle Effekte für Pirates of the Caribbean – Fluch der Karibik 2
- 2008: BAFTA Award: Nominierung in der Kategorie Beste visuelle Effekte für Pirates of the Caribbean – Am Ende der Welt
- 2008: Oscar: Nominierung in der Kategorie Beste visuelle Effekte für Pirates of the Caribbean – Am Ende der Welt
- 2009: BAFTA Award: Nominierung in der Kategorie Beste visuelle Effekte für Iron Man